# Lucius Porcius Cato
Lucius Porcius Cato byl římský vojevůdce a politik, který se stal konzulem v roce 89 př. n. l. spolu s Gnaeem Pompeiem Strabonem, otcem Pompeia Velikého. Zemřel v bitvě u Fucinského jezera, podle pozdního pramene byl zabit stejnojmenným synem Gaia Maria.

## Život
Lucius Porcius Cato byl synem Marka Porcia Catona Saloniana. Roku 92 př. n. l. byl zvolen praetorem. V roce 90 př. n. l. během spojenecké války obdržel jako propraetor velení nad částí římské armády a porazil etruské jednotky, které se připojily ke vzpouře italických kmenů. Byl zvolen konzulem na rok 89 př. n. l. po boku Pompeia Strabona a převzal ve válce od Lucia Caesara velení na jižní frontě. Přestože byly zpočátku jeho jednotky nedisciplinované a téměř ve stavu vzpoury, podařilo se mu brzy uštědřit nepříteli porážku. V bitvě u Fucinského jezera s Marsy v zimě roku 89 př. n. l. již téměř vítězil, když byl na konci bitvy zabit ve snaze zaútočit na nepřátelský tábor, což vedlo ke kolapsu římského vojska a k vítězství Marsů. I když se běžně předpokládá, že byl zabit marsickými vojáky, o pět set let později napsal Paulus Orosius v Historiarum Adversum Paganos, že ho v bitevní vřavě zabil Gaius Marius mladší, syn slavného římského vojevůdce Gaia Maria. Mladý Marius údajně zazlíval Catonovi jeho vychloubání, že jeho vlastní vojenské úspěchy byly stejně hodnotné jako vítězství jeho otce Gaia Maria nad Kimbry.

## Obraz v literatuře
Okolnosti kolem jeho smrti tvoří menší zápletku ve druhém románu australské spisovatelky Colleen McCulloughové Koruna z trávy ze série Vládcové Říma.